# Pietro Rondoni

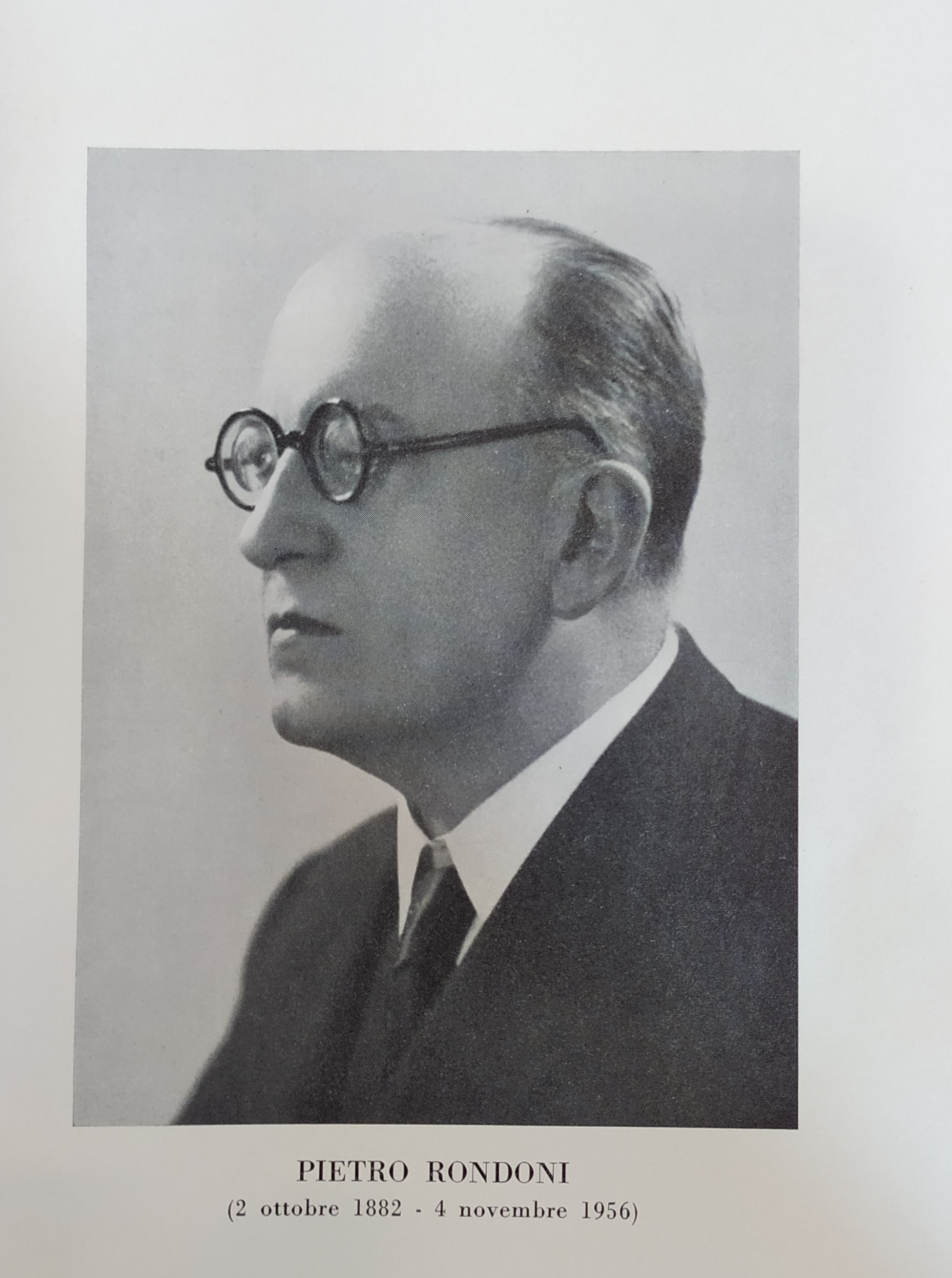
Foto commemorativa

Pietro Rondoni (San Miniato, 2 ottobre 1882 – Milano, 4 novembre 1956) è stato un patologo e oncologo italiano, noto per aver studiato i meccanismi immunitari implicati nella patogenesi, nella diagnosi e nella terapia delle malattie, specialmente delle malattie infettive, allergiche e tumorali, e per essere stato uno dei primi assertori dell'origine carenziale della pellagra.

## Biografia
Rondoni nacque il 2 ottobre 1882 a San Miniato al Tedesco da Giuseppe e Enrichetta Maioli. Si laureò con lode in Medicina all'Istituto di Studi Superiori Pratici e di Perfezionamento di Firenze nel 1906, dopo aver terminato gli studi secondari nella stessa città. Dapprima assistente volontario all'Istituto di Patologia generale fiorentino (nell'anno accademico 1906-1907), vinse poi una borsa di studio biennale che gli permise nel 1907-1909 di recarsi all'Institut für experimentelle Therapie (Istituto di terapia sperimentale) dell'ateneo di Francoforte sul Meno (Germania), diretto allora dal farmacologo Paul Ehrlich, dove poté perfezionarsi in immunologia con l'anatomopatologo Ludwig Edinger. A Francoforte Rondoni eseguì importanti ricerche con Hans Sachs sulla reazione emolitica e sul meccanismo della reazione di Wassermann per la diagnosi della sifilide, spiegando la catena di eventi nota come «fenomeno di Sachs-Rondoni». Studiò la tubercolosi, i fattori di crescita del bacillo tubercolare, associando il suo nome a quello di Schmit (fenomeno di Rondoni-Schmit) Fu inoltre tra i primi a sostenere l'origine da carenza vitaminica della pellagra. Oltre all'esperienze in Germania, negli stessi anni si ricordano anche un periodo di ricerca a Londra e uno a Parigi.
Nel 1909 tornò a Firenze dove rimase presso l'istituto di patologia generale diretto da Alessandro Lustig Piacezzi, prima come assistente effettivo e poi aiuto. A Firenze Rondoni fece studi molto importanti sull'origine della pellagra, sul meccanismo d'azione della tubercolina e sull'allergia, e fu attivo durante l'epidemia di influenza Spagnola nella direzione di un reparto temporaneo nell'Ospedale di Santa Maria Nuova svolgendo alcune ricerche sulla eziopatogenesi della malattia. Ottenuta la libera docenza nel 1911, fu dapprima professore di Batteriologia dal 1913 al 1920 all'Università degli Studi di Firenze, poi di Patologia generale a Sassari dal 1920 al 1922 e per due anni a Napoli, succedendo a Gino Galeotti.
Dal 1º dicembre 1924 si trasferì definitivamente all'Università di Milano dove fondò l'Istituto di Patologia Generale, da lui diretto fino alla data del suo pensionamento per limiti d'età, il 31 ottobre 1952. A Milano, dal 1928 in poi, organizzò la Divisione Biologica dell'Istituto Nazionale Vittorio Emanuele III per lo Studio e la Cura del Cancro, ricoprendo la carica di Direttore Generale dal luglio 1935 fino alla morte.
Oltre che grande scienziato (socio di numerosissime Accademie, tra cui quella dei Lincei, e di società scientifiche nazionali e internazionali) fu uomo di grandissima generosità. Vincitore del  "premio Bolzano" destinò l'ammontare del premio all'Ospedale della città, alla Clinica S. Andrea di Roma e all'Istituto del Cancro di Milano. Dal 1946 fu presidente della Lega Italiana per la lotta contro i tumori. Si batté negli anni difficili del fascismo in favore dei perseguitati politici e razziali.

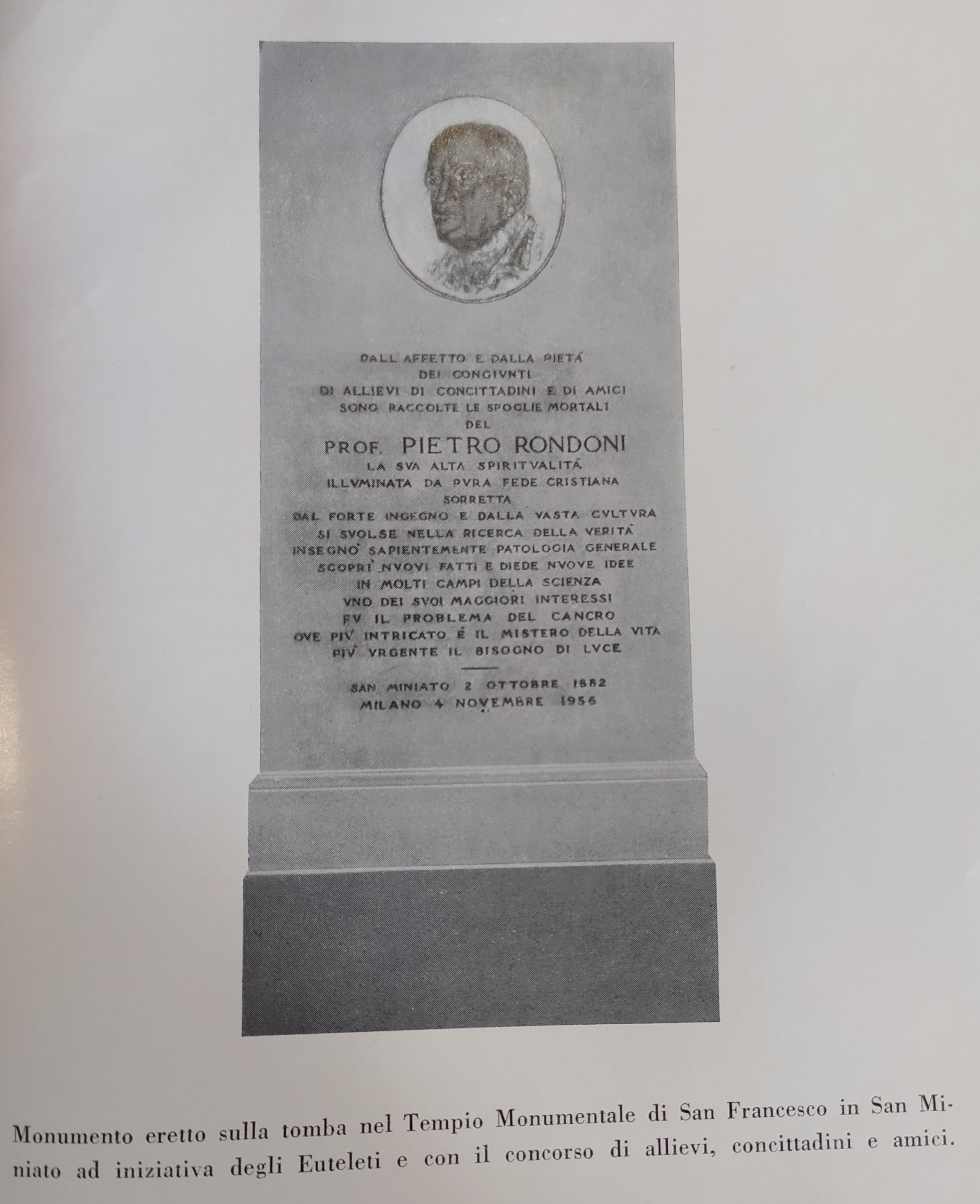
Lapide eretta nella chiesa di San Francesco a San Miniato

Fu sepolto nella chiesa di San Francesco della sua città natale, in cui fu eretta una lapide. La sua città natale gli ha intitolato una via e una lapide ricorda la sua casa natale.

## Riconoscimenti
Fu socio di alcune importanti accademie fra cui:
- Accademia nazionale delle scienze detta dei XL
- Accademia dei Lincei
- Pontificia Accademia delle Scienze
- Deutsche Chemische Gesellschaft
- Accademia Medica di Madrid

## Opere
Pietro Rondoni fu autore di oltre 360 pubblicazioni scientifiche, fra i quali due fondamentali trattati:
- Pietro Rondoni, Elementi di biochimica: con applicazioni alla patologia ed alla diagnostica. Torino: Unione Tipografico-Editrice Torinese, 1925
- Pietro Rondoni, Il Cancro. Milano: Casa Editrice Ambrosiana, 1946